# Piazza della Borsa (Trieste)
La Piazza della Borsa (slovène : Borzni trg) est l'une des places principales de Trieste. Également connue comme le « deuxième salon de la ville », la place a été le centre économique de la ville tout au long du XIXe siècle. 

## Description
C'est la place immédiatement adjacente à la Piazza Unità d'Italia et, qui, en se rétrécissant, continue jusqu'au début du Corso Italia, une artère importante de la ville. L'endroit où se trouve la place était autrefois juste à l'extérieur des murs de la ville. En fait, au point où se trouve le passage avec la Piazza Unità se trouvait la porte de Vienne et les maisons qui marquent la place en amont suivent la ligne des anciens murs vers la tour de Riborgo. 
La place s'appelait initialement Piazza della Dogana, du nom du bâtiment qui se tenait à la place de l'actuel Tergesteo. Son nom actuel dérive d'un toponyme évident dû au bâtiment construit en 1806 par l'architecte Macerata Antonio Mollari pour accueillir les activités des négociants en bourse. Ce bâtiment, qui distingue la place et qui est l'un des exemples les plus remarquables des monuments néoclassiques de Trieste, est actuellement le siège de la Chambre de commerce, d'industrie, d'artisanat et d'agriculture de Trieste, et est également appelé la vieille bourse, car la bourse a déménagé d'abord en 1844 au Tergesteo, puis en 1928 dans un bâtiment attenant (anciennement palais de Dreher) qui est donc aussi appelé la nouvelle bourse. 
De nombreux autres bâtiments donnent sur la place, aujourd'hui principalement utilisée pour les bureaux bancaires ou les magasins, comme le bâtiment Art nouveau construit par l'architecte Max Fabiani en 1905 (maison Bartoli). Sur la place se trouve également l'ancienne galerie couverte du Palazzo del Tergesteo (inauguré en 1842), qui crée un lien piétonnier avec la place en face de l'opéra Giuseppe Verdi. Dans le Palazzo del Tergesteo, se trouvent aussi certains cafés historiques de Trieste. 
Devant le bâtiment de la chambre de commerce, une colonne de pierre soutient la figure d'un empereur. C'est la colonne de Léopold Ier d'Autriche dont le fils, Charles VI, établit le port franc de Trieste. La colonne avait été érigée en 1660 sur la Piazza Pozzo del Mare et déplacée sur la Piazza della Borsa en 1808. 
Le 27 avril 2011, la piazza della Borsa restaurée et réaménagée a été inaugurée, avec la piétonnisation complète et le retour de la fontaine de Neptune (1755) à son emplacement d'origine, d'où elle avait été retirée en 1920. La fontaine a été présente jusqu'à fin 2008 sur la Piazza Venezia, où, après un réaménagement complet, elle a été remplacée par la statue de Maximilien d'Autriche. 

## Galerie d'images

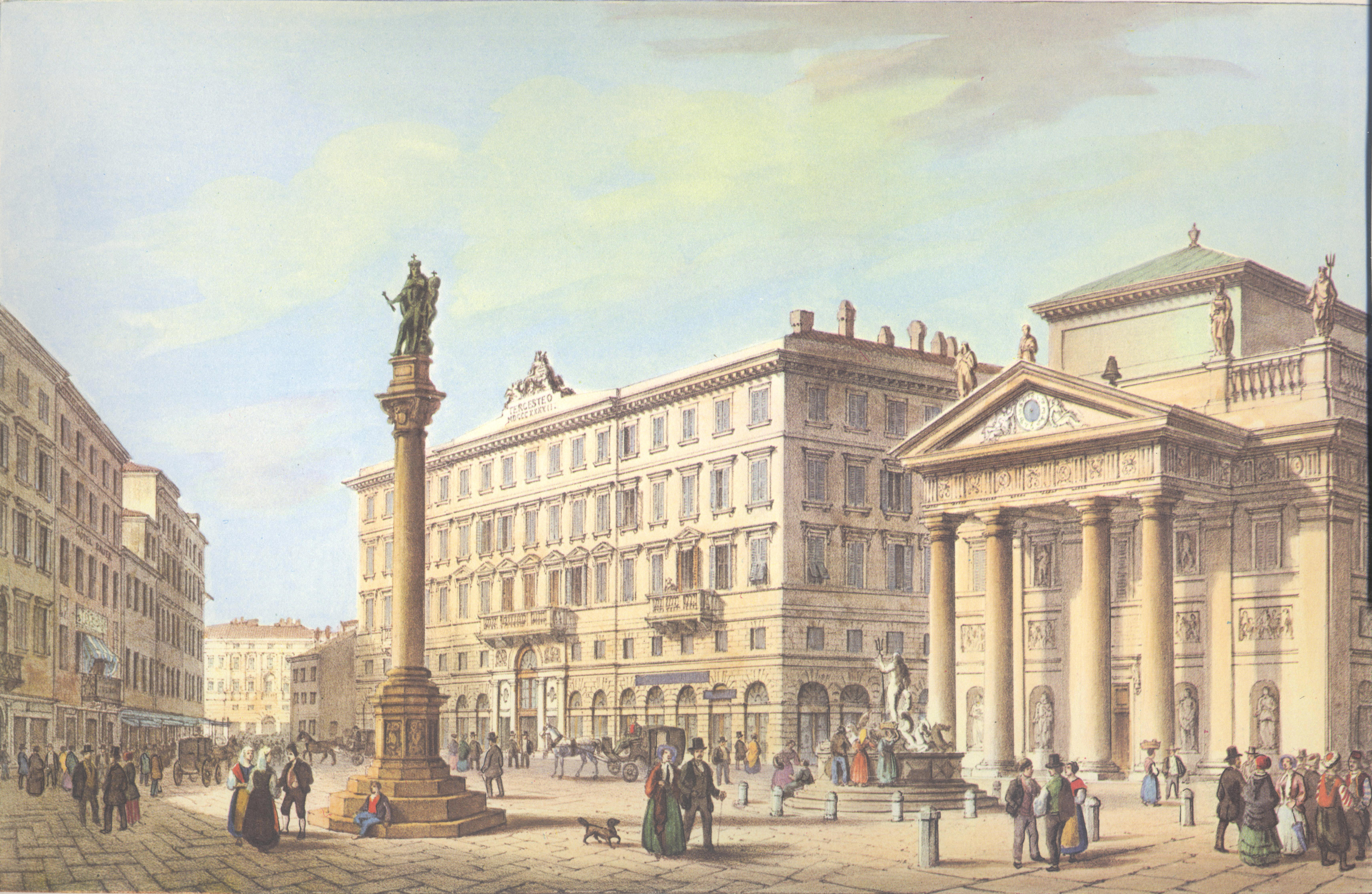
Dessin de Marco Moro de 1854.
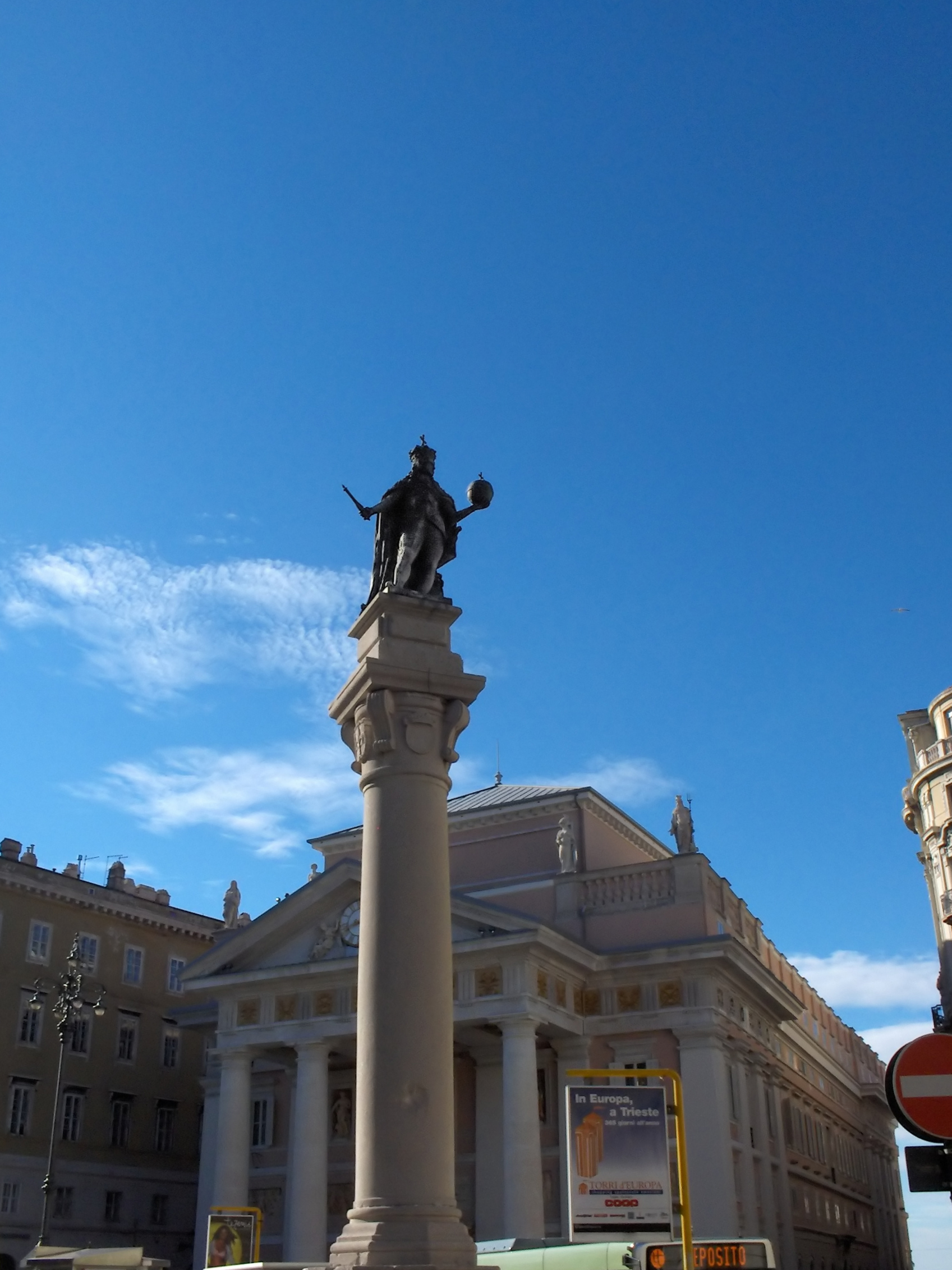
Statue de Léopold Ier.
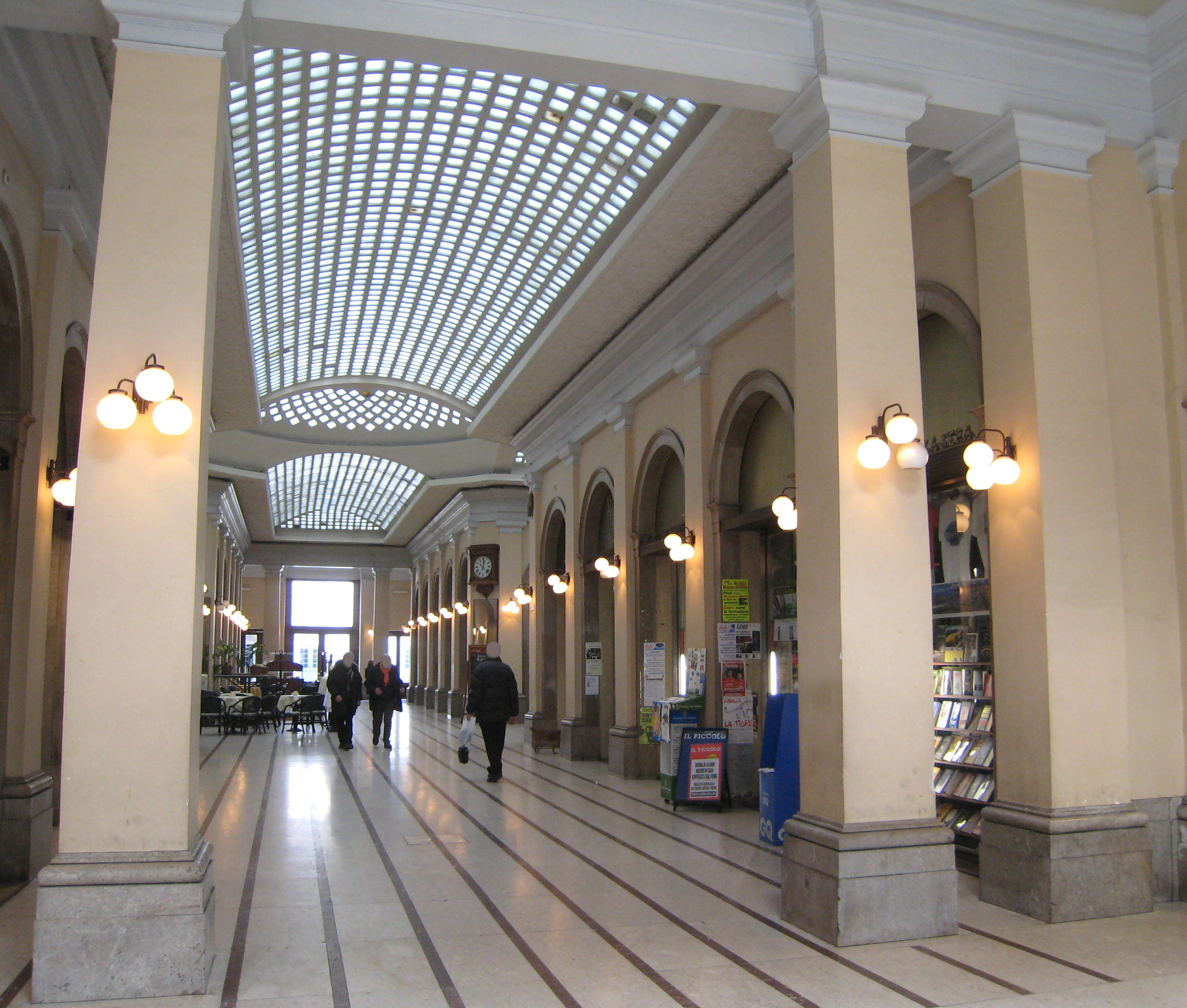
Galerie Tergesteo.
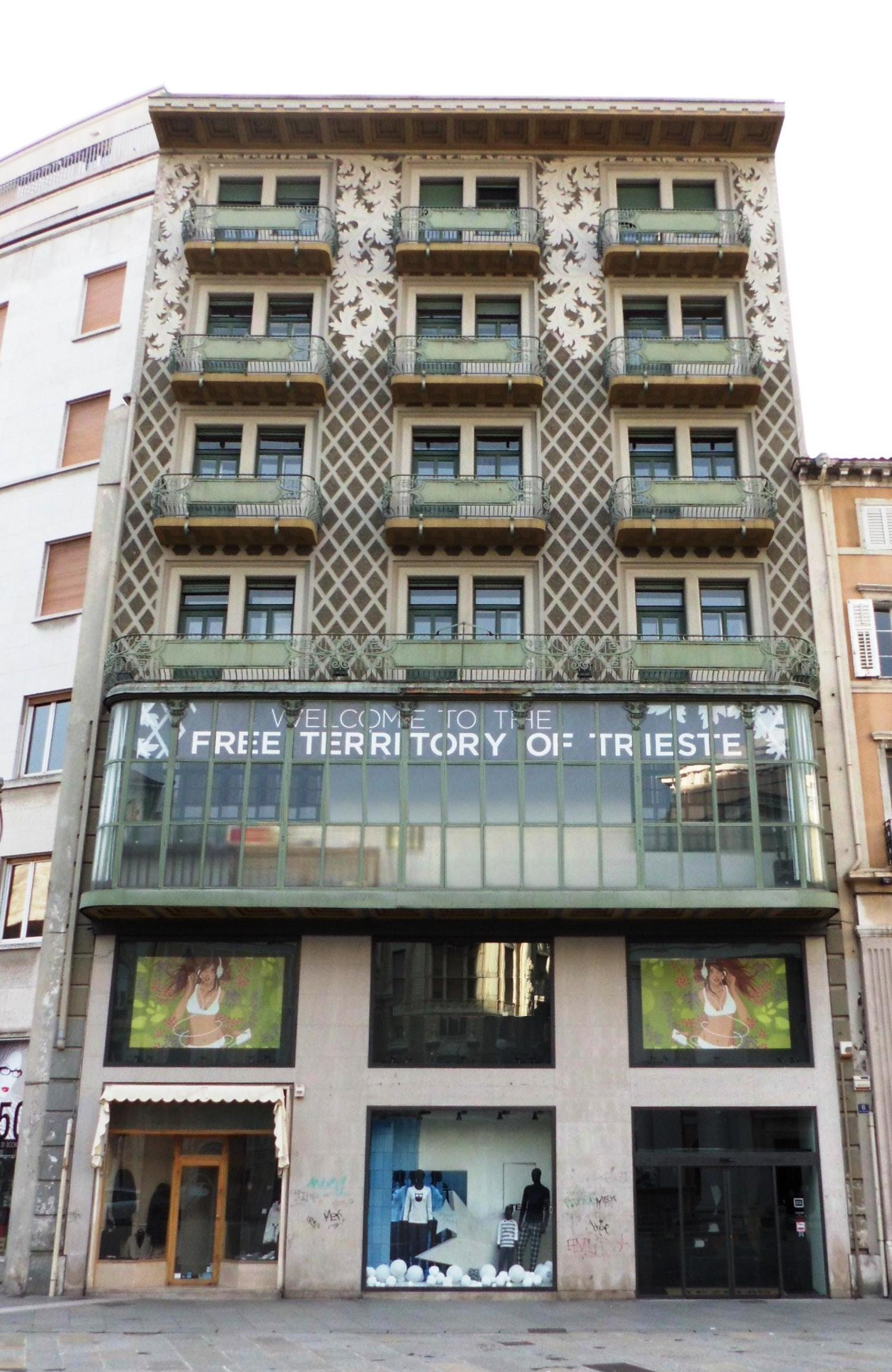
Maison Bartoli.
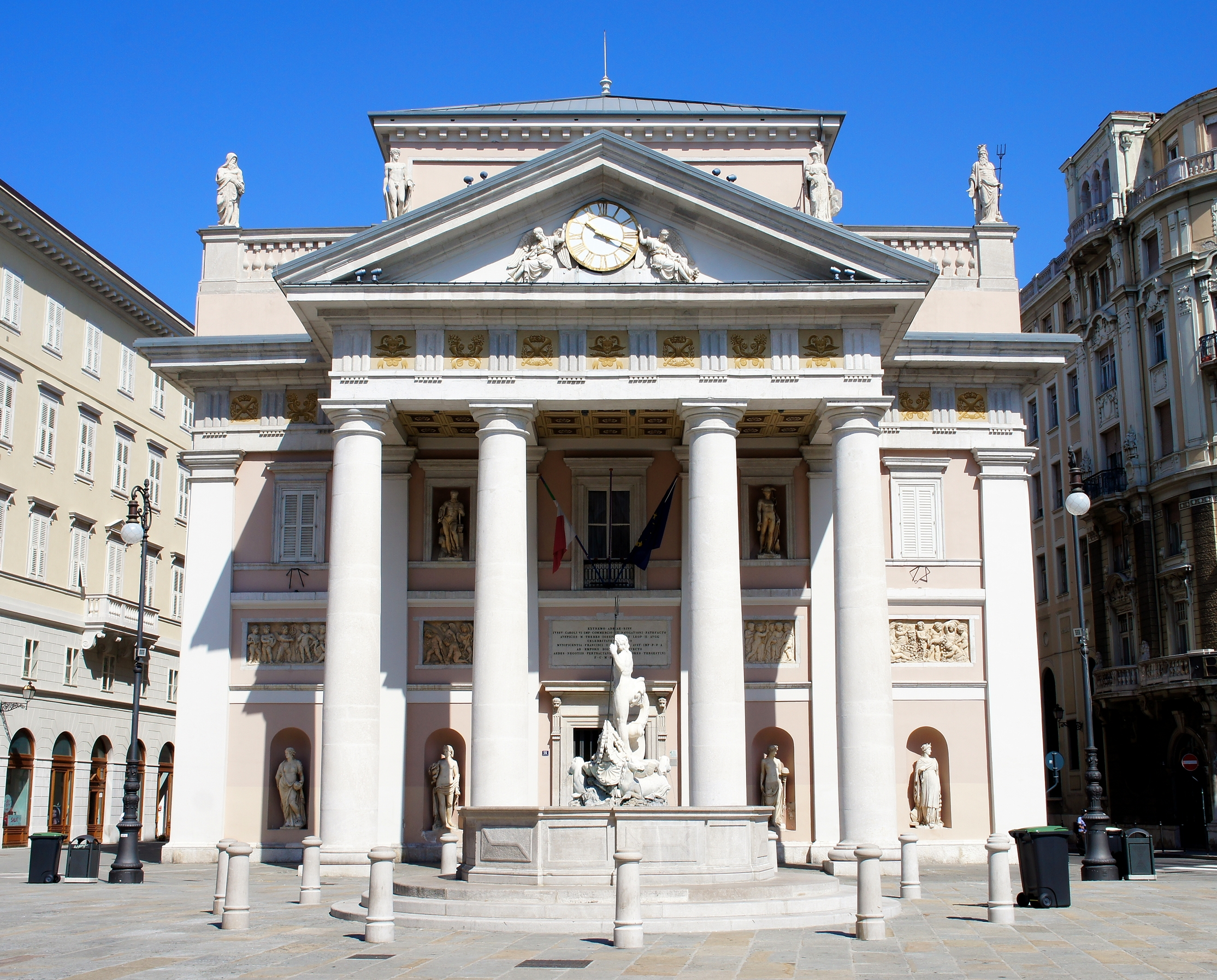
Chambre de commerce.